# Jiao Liuyang
Jiao Liuyang (en chino tradicional, 焦劉洋; en chino simplificado, 焦刘洋; pinyin, Jiāo Liúyáng) (n. Harbin, Heilongjiang, 6 de agosto de 1991) es una nadadora china y campeona olímpica en los Juegos Olímpicos de Londres 2012. Ella compitió en los Juegos Olímpicos de 2008 y terminó segunda en los 200 m mariposa con 2:04.72, por detrás de su compañera de equipo Liu Zige, quien ganó la carrera en 2:04.18. Las dos chicas se encontraban bajo el anterior récord mundial en poder de la australiana Jessicah Schipper (2:05.40).
Antes de los Juegos Olímpicos, Jiao había competido en el Campeonato Mundial de Natación 2007 en Melbourne, donde fue cuarta en los 200 m mariposa (2:07.22).

## Biografía
Jiao Liuyang compitió en los Juegos Olímpicos de Pekín 2008, donde ganó su primera medalla olímpica, siendo esta de plata en la prueba de 200 m mariposa con un tiempo de 2:04.72 tras su compatriota Liu Zige. En 2009 participó en su primer Campeonato Mundial de Natación, celebrado en Roma en 2009, donde llegó a ganar una medalla de bronce y otra de oro. Dos años después, de nuevo en el campeonato mundial, ganó otras dos medallas. Ya en 2012 volvió a participar en unos Juegos Olímpicos, esta vez en los Juegos Olímpicos de Londres 2012, ganando su primera medalla de oro olímpica, en la prueba de 200, mariposa con un tiempo de 2:04.06, sacando más de un segundo a la segunda clasificada, Mireia Belmonte y logrando un récord olímpico. A final de año participó en el Campeonato Mundial de Natación en Piscina Corta de 2012, ganando dos medallas de plata.

## Récords
- Campeonato de Asia 2006 - (Récord del torneo)

## Mejores resultados personales
En piscina larga
- 50 m mariposa: 26.04 Récord asiático, chino (11 de abril de 2009)[2]
- 100 m mariposa: 57.16 Récord asiático, chino (10 de abril de 2009)[2]